# Ворогово (Владимирская область)
Ворогово — село в Юрьев-Польском районе Владимирской области России, входит в состав Симского сельского поселения.

## География
Село расположено в 16 км на юго-запад центра поселения села Сима и в 32 км на северо-запад от райцентра города Юрьев-Польский.

## История
Ворогово в древности было имением Великих князей Московских, так, во второй половине XV столетия оно принадлежало Великому князю Василию Васильевичу. Князь в духовном завещании, написанном в 1462 году, пожаловал село супруге своей княгине Марье Ярославне. В XVII столетии Ворогово принадлежало уже частным владельцам: в книгах патриаршего приказа 1645—1647 годов половина села записана за Алексеем Иевличем Куроедовым, а другая половина — за Яковом Ивановичем Селецким.
В начале XVII столетия, как видно из патриарших книг, в Ворогове существовала деревянная церковь в честь Архистратига Михаила. Но в 1628 году описанной церкви уже не существовало, вероятно, она была разграблена и сожжена поляками и литовцами в Смутное время. Во второй половине XVIII века в селе была построена новая деревянная церковь и числилась самостоятельным приходом Суздальской епархии. В 1852 году на средства прихожан в селе была построена каменная церковь с колокольней вместо сгоревшей деревянной церкви. Престолов в церкви было два: в холодной — в честь Архистратига Божия Михаила и в тёплой трапезе — в честь Всех Святых. В 1893 году приход состоял из одного села Ворогова, в котором числилось 40 дворов, мужчин — 160, женщин — 165. В селе имелась школа грамоты, помещавшаяся в доме псаломщика.
С 22 октября 1923 года в Михаило-Архангельской церкви располагалась кафедра обновленческого епископа Вороговского Василия (Лебедева), который служил в храме модернизированную литургию на русском языке по чину Антонина (Грановского). Епископ Василий возвещал: «Я — первый деревенский епископ, посланный епископом Антонином в глухую деревню, куда не вступала нога епископа. Это мы там основали епископскую кафедру. На нас указывают пальцами: в деревню послали епископа! Но кроме хорошего… говорить об этом ничего не приходится».
В годы советской власти церковь была полностью разрушена.
В конце XIX — начале XX века село входило в состав Симской волости Юрьевского уезда.
С 1929 года село входило в состав Стряпковского сельсовета Юрьев-Польского района, с 1965 года — в составе Матвейщивского сельсовета.

## Население
| 1859 | 1905 | 2002 | 2010 | 2021 |
| ---- | ---- | ---- | ---- | ---- |
| 153  | ↗323 | ↘0   | →0   | →0   |